# サッカードイツ代表
サッカードイツ代表（サッカードイツだいひょう、ドイツ語: Deutsche Fußballnationalmannschaft）は、ドイツサッカー連盟（DFB）によって構成されるドイツのサッカーのナショナルチームである。愛称は、ドイツ語で“ザ・チーム”を意味する「Die Mannschaft」。
1990年のドイツ再統一に際して、西ドイツが東ドイツを編入した経緯があるため、慣例的に西ドイツ代表の歴史や記録はドイツ代表のものに含まれる。逆に東ドイツの歴史や経歴は、現在のドイツ代表とは別に扱われる。また、ここにおいて東西別に代表が編成される1952年から、東西ドイツが再統一される1990年までの項に関しては、「西ドイツ代表」と呼称されていたものに相当する。

## 概要
ドイツ代表は、西ドイツ時代を含め世界を代表する強豪国の一つである。FIFAワールドカップでの成績は優勝4回、準優勝4回。また1954年大会から2014年大会まで16大会連続で8強に進出という記録を残した（1950年大会は不参加、2018年大会、2022年大会はグループリーグ敗退）。これはブラジルの8大会連続（1994年大会から継続中）やアルゼンチンの5大会連続（1974年大会から1990年大会まで）を大きく引き離している。4強進出についても、2014年大会で史上初の4大会連続を達成した。また、2位以上、3位以上、4位以上においても単独の最多進出国である。UEFA欧州選手権では優勝3回、準優勝3回の成績を残している。こうした、浮き沈みのない安定度について、イングランドの名選手ゲーリー・リネカーは「フットボールとは、22人がボールを奪い合い 最後はドイツが勝つスポーツ」との名言を残した。FIFAランキングで1位になった経験を持つ8チームの1つでもある。
20世紀から21世紀の世紀転換期において、ドイツ代表にもヨーロッパ各地で見られる移民の影響が反映されるようになった。ドイツでの特徴として中央ヨーロッパ、バルカン半島、そして特にトルコ系移民がドイツ代表に選出されることが増えていることが挙げられる。これは、神聖ローマ帝国、ハプスブルク帝国、プロイセン王国といった旧ドイツ系国家が、海岸線が少なく欧州の中央に位置する事情から、伝統的に他大陸よりは欧州内で東方へ植民地を広げてきた歴史を反映している。隣国のフランスやイングランドほど多くはないが、これらのナショナルチームと同様にアフリカ系の移民選手も誕生している。
2000年代中期までは恵まれたフィジカルを活かした肉弾戦と安定した足元の技術、強靭な精神力（日本では「ゲルマン魂」と表現されることが多く、週刊少年ジャンプで連載されていた「キャプテン翼」ジュニアユース編などでも使用されていた）を重視したプレースタイルで知られていたが、ユルゲン・クリンスマン政権以降元々のフィジカルに加え組織的な守備とパスワーク、綿密なデータを組み合わせた柔軟なスタイルに変動しつつある。伝統的にゴールキーパーに同世代で世界クラスの選手を複数輩出していることでも知られ、重要な大会の際監督を常に悩ます種となっている。チームの特徴としてPK戦に強く、ワールドカップで4度PK戦を経験しているが敗退したことはない。なお、4度のPK戦でPKを外したのは1982年スペイン大会準決勝フランス戦のウリ・シュティーリケのみである（W杯とEUROで合計37人が蹴りそのうち32人が成功している）。
ユニフォームは白いシャツとソックス、黒いパンツをホーム用に用い、現在の国旗（プロイセン王国の国旗が白と黒である）の色をチームカラーとしない（他にイタリア、オランダ、日本などがある）珍しい仕様である。エンブレムはドイツの国章であるワシをアレンジしたもので、モノクロで（ユニフォームのデザインによって黒地に白抜きのネガになる場合がある）三重の円で囲み、その上にDEUTSCHER（ドイツ）、下に BUNDES FUSSBALL BUND（連邦サッカー協会）をそれぞれ配している（外円の下の部分が国旗の黒、赤、白に区切られる）。さらに、W杯優勝を示す星も4つ配している。また1954年以来、ユニフォームはアディダス社製であるが、2006年まではスパイクもアディダス社のものを履く契約であった。また、西ドイツ時代から世界トップクラスの実力と実績を残してきたが、イタリアを大の苦手としており、ワールドカップ地区予選では未対戦で本大会は2分3敗、UEFA欧州選手権本大会では3分1敗である。

## 歴史

### 第二次世界大戦以前
ドイツ帝国時代の1900年に成立したドイツサッカー連盟（DFB）は1904年にFIFAの創立メンバーとなり、1908年に初の代表チームを編成した。バーゼルでのアウェーゲームとなった初試合ではスイスに敗れ、翌1909年にはイングランドに同代表史上最悪スコア(0-9)での惨敗を喫したが、6試合目となる同年のスイス戦（カールスルーエで開催）で初勝利を挙げた。1912年のストックホルム五輪でオリンピック初出場を果たしたが、予選ラウンドでオーストリアに敗れた。なお、この後のロシア戦の勝利 (16-0)がドイツ代表の史上最良スコアとなっている。その後、1914年4月にオランダとアムステルダムで対戦したのを最後に、第一次世界大戦による活動中止を余儀なくされた。
第一次大戦の敗北で帝政が崩壊し、ヴァイマル共和政へ移行してから3年後、1920年にドイツ代表は再び活動を開始した（6月27日、チューリッヒでスイスに1-4で敗北）。以後もスイス・オランダ・スウェーデンなどの近隣諸国との対戦を重ね、1928年にはアムステルダム五輪のサッカー競技にも参加した。
1933年にアドルフ・ヒトラーが政権を獲得してナチス・ドイツ体制が成立した後もドイツ代表の活動は活発で、1934年のイタリア大会でFIFAワールドカップに初参加すると3位に入り、1936年には開催国だったベルリン五輪でベスト8となった。ゼップ・ヘルベルガーが監督になったドイツ代表は1938年6月開催のW杯フランス大会にも出場を決めていたが、3月にドイツがアンシュルスでオーストリアを併合すると、ドイツ代表は「オストマルク」と改称された旧オーストリア地域代表との親善試合を行い、オーストリア出身選手をドイツ代表に組み込んでW杯に臨んだ。しかし、スイスとの1回戦で引き分け再試合の末に敗れた。
1939年9月に第二次世界大戦が始まってもドイツ代表の活動は活発で、イタリアやハンガリーなどの枢軸国や、スイス・スウェーデンなどの中立国、それにドイツによって創立されたクロアチア独立国やスロヴァキア共和国（独立スロヴァキア）などとの対戦を行った。しかし、1942年11月22日のスロヴァキア戦（ブラチスラヴァ、5-2で勝利）を最後に活動を停止し、1945年5月のドイツ降伏と共に代表チームやドイツサッカー連盟も消滅した。戦争によって領土拡大を続けていた当時のドイツ代表にはヘルベルガーによって選ばれた元ポーランド代表のエルンスト・ヴィリモフスキもいたが、ヴィリモフスキは戦後のポーランド人民共和国政府から「裏切り者」と見なされ、ポーランドを追われて死去まで西ドイツで過ごした。

### 西ドイツ時代
第二次大戦後、ドイツは東方の領土を失った上で連合国による分割統治を受け、1949年にはドイツ連邦共和国（西ドイツ）とドイツ民主共和国（東ドイツ）の成立により東西分断が確定した。西側では1950年にDFBが旧名のまま復活し、同年11月22日にはシュトゥットガルトでスイス相手に西ドイツ代表としての初試合を行った（1-0で勝利）。監督にはナチスへの協力により戦争責任を追及されていたヘルベルガーが復帰した。一方、ソビエト連邦の占領下で東部地区の支配権を握ったドイツ社会主義統一党の支配下にあった自由ドイツ労働総同盟と自由ドイツ青年団は東ドイツ成立後の1950年に合同で「フットボールセクション」を作り、同年にはこの団体がFIFA加盟を果たして、国際サッカー界でも東西が分裂した。1952年9月21日にはサッカー東ドイツ代表の初試合が行われ、1957年には国内FAとして「東ドイツサッカー協会」(DFV)が発足した。
DFBのFIFA復帰が認められてからの初大会となった1954年大会は、欧州予選でドイツから分離したフランス保護領ザールラント州として独自の代表を送っていたザールラント代表とも対戦したが、同代表相手には2連勝し、予選突破を決めた。第二次大戦をはさんで16年ぶり、東西分裂後では初のワールドカップとなった本大会では当時マジック・マジャールと呼ばれたハンガリー相手に決勝戦で3-2で勝利した（ベルンのバンクドルフ・スタジアムで開催）。これがワールドカップにおけるドイツの初優勝である。この大会ではグループリーグでもハンガリーと対戦していて、その時は3-8で敗れている。現在ではこの敗戦も含めてヘルベルガー監督にはしたたかな計算があったと考えられている。この勝利は「ベルンの奇跡」と呼ばれ、復興途上の西ドイツ国民に大きな希望を与えた。一方、マジック・マジャールは1956年のハンガリー動乱により多くの主力選手が亡命し、再戦の機会を与えられないまま消滅した。
1966年大会では、決勝まで進んだ。対戦相手はAマッチ8試合で7敗1分の地元イングランドであった。試合は1-2で迎えた後半ロスタイムにヴェーバーが同点ゴールを決める粘りを見せる。結局延長前半10分過ぎに放たれたジェフ・ハーストのゴールが決まり、その後ハーストにもう1点浴びて力尽きた。延長の最初のゴールはボールがバーを直撃した後に地面を叩いたが、ゴールラインの中か外か非常に微妙な位置に落ちており、主審は副審にも確認してゴールの判定を下した。コンピュータグラフィックなどによるシミュレーションではゴールの外と言う説が有力になっており、86年大会のディエゴ・マラドーナの神の手ゴールと並んで大会史上に残る疑惑のゴールとしても知られる。
1970年大会では、準々決勝でイングランドと再び顔を合わせた。後半5分までに2点を先制される苦しい展開だったが、23分にフランツ・ベッケンバウアー、36分にゼーラーがゴールを挙げて同点に追いつくと、延長後半3分にゲルト・ミュラーが決勝点を挙げ、前回大会の雪辱と準決勝進出を果たした。準決勝のイタリア戦は、前半7分に先制されその後カテナチオと呼ばれるイタリア伝統の堅い守備に苦しんだが、試合終了間際のロスタイムにシュネリンガーが同点ゴールを挙げた。そして延長前半5分にミュラーが勝ち越し点を決めるが今度はイタリアが反撃し、8分、11分と立て続けにゴールを挙げて再逆転する激しいシーソーゲームとなった。しかし西ドイツも延長後半5分にミュラーが同点ゴールを挙げる粘りを見せる。その2分後にジャンニ・リベラに決勝ゴールを浴びて力尽きたが、2200メートルと言う高地での過酷な状況に加え、後半に右肩を脱臼しながらも選手交代の枠を使い切ってしまったために試合終了までピッチに立ち続けたベッケンバウアーの奮闘など、印象に残る試合となった。
初の自国開催となった1974年大会ではハンブルクでの1次リーグで東ドイツと対戦し、史上唯一の東西フル代表対決となったこの試合では東ドイツに敗れた。しかし、2次リーグは3連勝で決勝進出を決めた。2年前のミュンヘンオリンピックのメインスタジアムでもあったミュンヘン・オリンピアシュタディオンで行われた決勝戦は、ヨハン・クライフを中心としたトータルフットボールを掲げたオランダとの対戦となり、主将のベッケンバウアーが守備と攻撃の両面で中心となるリベロという概念をピッチに持ち込んだ西ドイツ代表は2-1でオランダに勝利し、5大会ぶり2度目のワールドカップ優勝を成し遂げた。
1982年大会準決勝のフランス戦では、1-1で迎えた延長前半2分にトレゾール、さらに8分にはアラン・ジレスのゴールでフランスにリードを奪われる。しかし直後に怪我でスタメンを外れていたカール＝ハインツ・ルンメニゲが入ると流れが変わり、12分にそのルンメニゲが、そして延長後半3分にはフィッシャーがオーバーヘッドで劇的な同点ゴールを挙げる。試合はこのままPK戦へ突入し、5-4で西ドイツが決勝に進んだ。しかしGKハラルト・シューマッハーがフランスのパトリック・バチストンと交錯、重傷を負わせるという場面もあった。決勝では同大会の得点王になったパオロ・ロッシに先制点を許し、イタリアに1-3で敗れて準優勝となった。
1986年大会は世代交代の過渡期で苦戦の連続だったが、準決勝で因縁のフランスを退けて2大会連続で決勝に進んだ。アルゼンチンとの決勝ではディエゴ・マラドーナを抑えながらも前半21分にホセ・ルイス・ブラウン、後半10分にホルヘ・バルダーノにゴールを許す苦しい展開となった。その後後半28分にルンメニゲ、更に36分にはルディ・フェラーがゴールを挙げて一時は同点に追いつく粘りを見せたが、3分後に攻めあがった裏をマラドーナにスルーパスで突かれ、独走したホルヘ・ブルチャガに決められて2-3で力尽きた。
1990 FIFAワールドカップ予選には前回大会の雪辱を期して引き続きベッケンバウアーが監督として西ドイツ代表を率いて参加したが、苦戦を強いられ、予選の最終戦となるウェールズ戦をヘスラーの得点で勝利し、予選2位でなんとか本大会への出場を決めた。1990年本大会では安定感を取り戻し、一度も相手にリードを許した時間帯を作らず、前回に続いて決勝ではディエゴ・マラドーナ擁するアルゼンチンと対戦。この試合ではマラドーナをギド・ブッフバルトが完封するなど守備的に進行し、アンドレアス・ブレーメのPKによる得点で1-0で勝利して3度目の優勝を果たした。これが「西ドイツ代表」としては最後の活動となった。

### 東西ドイツ統一後
1990年10月3日のドイツ再統一により、東西のナショナルチームが合体。ナショナルチームの名前から「東」「西」が外れた「ドイツ代表」が再生した。1992年開催の欧州選手権予選では東西両チームの対戦が予定されていたが、東ドイツ代表が出場を辞退し、試合は行われないことになった。国家統合に先立ち、本来は同予選の予定だった同年9月12日のベルギー戦（ブリュッセル）を親善試合として、東ドイツ代表の活動はすべて終了した。同年11月20日には旧東ドイツ地域の統括団体だったDFVが解散し、翌日にDFB傘下の北東ドイツサッカー連盟 (NOFV)を結成したことで、代表選考もDFBに一本化された。統一ドイツ代表チームは大半が旧西ドイツ代表選手で占められたが、旧東ドイツからはマティアス・ザマーが選出され、やがて統一ドイツ代表の主力となった。なお、ナショナルチームとしての歴代記録は戦前のドイツから戦後の西ドイツに引き継がれたものが統一ドイツに積み重ねられる事になったが、傍流となった東ドイツ代表の記録は別個で認められることとなり、両代表で活躍したウルフ・キルステンは合計で国際Ａマッチ100試合出場を果たした。
ベルティ・フォクツに監督が変わり、統一ドイツとして初めての国際舞台は1992年、スウェーデンでの欧州選手権本大会だった。クラウス・アウゲンターラー、ピエール・リトバルスキーが代表から引退し、一方でザマーが加わった以外は1990年W杯のメンバーはほとんど不動で、グループリーグでオランダに2年前の借りを返されたものの、準決勝で地元のスウェーデンに3-2と競り勝って決勝に進出。しかし、ユーゴスラビア紛争に伴うユーゴスラビア代表の出場停止に伴い、急遽の代替出場ながらもイングランド、フランス、オランダと強豪国を抑えて決勝に進出したデンマークの勢いに圧され、0-2で敗れ準優勝に終わった。
1994年アメリカW杯では欧州のTV中継時間に合わせるため、デーゲームが続いたことでベテラン揃いのドイツはアメリカでの殺人的な暑さに苦しめられた。準々決勝までたどり着いたが、ボリビア、韓国、ベルギーに勝利するも1点差、内容でも苦しい勝負が続いた。準々決勝のブルガリア戦、ドイツは後半2分にマテウスがPKで先制するが、30分にストイチコフにFKを決められると、その3分後にはヨルダン・レチコフにダイビングヘッドを決められて1-2で敗退。この大会を最後にギド・ブッフバルト、ルディ・フェラー、アンドレアス・ブレーメなどの4年前の優勝メンバーは代表を引退したが、フォクツは留任となった。
1996年、イングランドでの欧州選手権ではマテウスの後継者として攻守に貢献したザマーの活躍で優勝した。特に、地元イングランド相手にPK勝ちした準決勝、そして決勝ではチェコ相手に苦戦しながらもオリバー・ビアホフのゴールデンゴールで逆転勝利を収めた。ザマーの他にもビアホフ、クリスティアン・ツィーゲやメーメット・ショルといった新戦力が台頭していた。
しかし、ザマー、ショルは2年後のフランスW杯を長引く故障で辞退。ザマーの代役にフォクツの最終的にとった策は、37歳のマテウスの代表復帰だった。組み合わせにも恵まれ、準々決勝まで進んだが、ベテランに頼るチームは準々決勝のクロアチア戦で0-3の完敗。世代交代が必要なことは明らかとなった。大会後、フォクツは辞意を表明したが、世代交代を先送りしてきた代表チームの現状からか後任が決まらず、すぐには辞められない事態となった。1998年10月にエーリッヒ・リベックが後任監督となり、フォクツは退任となった。
しかし、リベックは指導者として約2年のブランクがあり、選手の把握やコミュニケーションが当初から心配されていた。オランダ、ベルギーでの欧州選手権予選こそ突破したが、2000年の本大会ではマテウスのみならずトーマス・ヘスラーを復帰招集した。世代交代を先送りしたツケが回り、結果は1分2敗のグループリーグ最下位。得点は初戦のルーマニア戦の1点のみで、最後のポルトガル戦は、既に1位通過を決めてメンバーを落としてきた相手に0-3の惨敗という内容だった。リベックには批判が浴びせられ、大会終了後に監督退任した。マテウスとヘスラーはこの大会を最後に代表を引退した。
リベックの後任には中堅クラブのレバークーゼンを率いてブンデスリーガの強豪に育て上げたクリストフ・ダウムに一旦は内定したが、ダウムは当時レバークーゼンを指揮していたことから、1990年W杯優勝の立役者の1人で、コーチ経験のないルディ・フェラーが暫定監督として就任し、ミヒャエル・スキッベがアシスタントコーチに就任する。後にダウムのコカイン服用が明らかとなり監督就任が取り消されたことで、フェラーが正式に監督就任した。
日韓W杯予選は大苦戦の連続だった。イングランドと同組だったが、予選初戦だったアウェーで1-0と勝ったものの、その後のホームでは1-5と惨敗。予選で敗れたのは1986年大会での、突破確定後に行われたホームのポルトガル戦以来2度目だった。それでも最終戦に勝てば1位で出場権獲得が決まるという状況だったが、ホームでフィンランド相手にスコアレスドローに終わり、2位で回ったプレーオフの末にウクライナを破って出場権を獲得した。予選での状態から大会前にドイツを優勝候補に上げる声はあまり聞かれず、グループリーグではアフリカの雄カメルーン、予選でオランダを蹴落としたアイルランドと同組となった事で、グループリーグ敗退も囁かれていた。
しかし、本大会に入るとこれまでの不振を払拭するように快進撃を見せる。初戦のサウジアラビア戦ではミロスラフ・クローゼのハットトリック達成の活躍もあり、東西ドイツ統一後のワールドカップでの試合では最大差勝利試合となる8-0での圧勝。第2戦のアイルランド戦では終了間際に追いつかれて引き分けたが、第3戦のカメルーン戦では退場者を出しながらも2-0と勝利し、グループリーグを首位で通過。そして、当初決勝トーナメントでの激突が予想されたポルトガル、イタリア、スペインといった強豪国が先に敗退したことで、決勝トーナメントでは、パラグアイ、アメリカ、韓国と対戦相手に恵まれたが、それぞれ1-0で手堅く降し、東西ドイツ統一後では初めて決勝戦まで勝ち上がった。決勝のブラジル戦はワールドカップでは初対戦となり、大会を通じて初の強豪国との対戦となったが、攻撃の柱のミヒャエル・バラックが累積警告で出場停止になったこともあり、ブラジルの分厚い攻撃力を前に0-2と完敗した。なお、この大会ではGKオリバー・カーンの活躍によって準決勝終了まで失点は僅か1点という鉄壁の守備力に加えて、クローゼ、トルステン・フリンクス、クリストフ・メツェルダーなどの次代を担う若手選手が台頭している。
2004年の欧州選手権予選では、クローゼがリーグで大不振に陥ったことで代表招集が出来ない事態となり、その穴埋めとしてフレディ・ボビッチが代表復帰して活躍したこともあり予選を突破。本大会ではオランダ、ラトビア、チェコと強豪揃いのグループに組み込まれた。初戦のオランダ戦は1-1のドローでまずまずのスタートを切ったが、格下のラトビアとの2戦目をスコアレスドローで終える誤算となり、3戦目では既にグループ1位で決勝トーナメント進出を決め、メンバーを落としてきたチェコ相手に1-2の逆転負け。攻撃力が振るわずに決勝トーナメント進出を逃し、フェラーは監督を辞任した。
2006年のワールドカップドイツ大会は「ドイツ代表」がホストとなる最初の大会になった。フェラーの後を継いだ監督のユルゲン・クリンスマンは若手を積極的に登用したが、親善試合では結果が出せず、大会直前には日本代表と引き分けるなど地元開催ながら下馬評は決して高いものではなかった。しかし、ホームでの圧倒的なドイツ国民の声援と大会得点王となったクローゼや、ルーカス・ポドルスキの活躍を受けてグループリーグを突破、決勝トーナメント1回戦でスウェーデンを、準々決勝では優勝候補の一つに挙げられていた因縁のアルゼンチンをPK戦の末破り、準決勝進出。しかし、準決勝では相性の悪いイタリアに延長の末に敗れたことで2大会連続の決勝進出はならなかったが、3位決定戦ではポルトガルを下して3位となっている。クリンスマンはワールドカップ後に辞任し、アシスタントコーチのヨアヒム・レーヴが監督となった。
レーヴ新監督のもとスタートしたUEFA EURO 2008予選は、グループDで8勝3分け1敗となり、チェコに次ぐ2位で通過した。本選では、オーストリア、クロアチア、ポーランドと同組のグループBに組み込まれる。EURO本大会では1996年大会の決勝以来勝利がなかったが、初戦でポーランド相手に2-0で勝利し、12年ぶりの白星を獲得した。続くクロアチア戦には1-2で敗れるも、最終節でオーストリアに1-0と勝利し、グループ2位で決勝トーナメントに進出した。準々決勝ではポルトガルを、準決勝ではトルコをそれぞれ3-2で破り、決勝進出を果たすもスペインに0-1で敗れ準優勝となった。大会を通じて、躍進を期待されたマリオ・ゴメスが不発の一方、キャプテンのミヒャエル・バラックがチームを引っ張り、ルーカス・ポドルスキがグループリーグで3得点を挙げるなど、チームの勝負強さを見せつけた。UEFA公式の23人の大会優秀選手にはバラック、ポドルスキ、フィリップ・ラームの3人が選出された。
2010年のワールドカップ南アフリカ大会では、攻撃の要であるミヒャエル・バラックを怪我で欠くなど主力に故障が相次いだが、メスト・エジルやトーマス・ミュラーなどの若手が十分にその穴を埋めた。グループリーグではセルビアに敗れたものの2勝1敗で突破し、決勝トーナメント1回戦では因縁の相手イングランドを鋭いカウンターで4-1と下した。しかし、この試合はイングランドのフランク・ランパードの放ったシュートが明らかにゴールラインを超えていたのにもかかわらず審判がノーゴールの判定を下すという誤審があり問題となった。一部では1966年のハーストの「幻のゴール」のリベンジなどと報じられた。準々決勝では、1990年大会の決勝を最後にAマッチ6試合勝利が無かったアルゼンチンにも4-0と圧勝した。しかし、欧州選手権決勝の雪辱を果たすべく臨んだ準決勝でスペインに再び敗れ、2大会ぶりの決勝進出は出来なかった。しかし、3位決定戦ではウルグアイを下し、2大会連続で3位となった。なお、この大会では、ドイツの試合結果を予言するタコのパウルが本大会のドイツ戦の勝敗をすべて的中させ、話題となった。
2012年の欧州選手権では予選を全勝で突破し、本大会でもポルトガル、オランダ、デンマーク、ギリシャに4連勝して準決勝まで進んだが、マリオ・バロテッリのゴールなどで苦手のイタリアにまたしても敗れた。

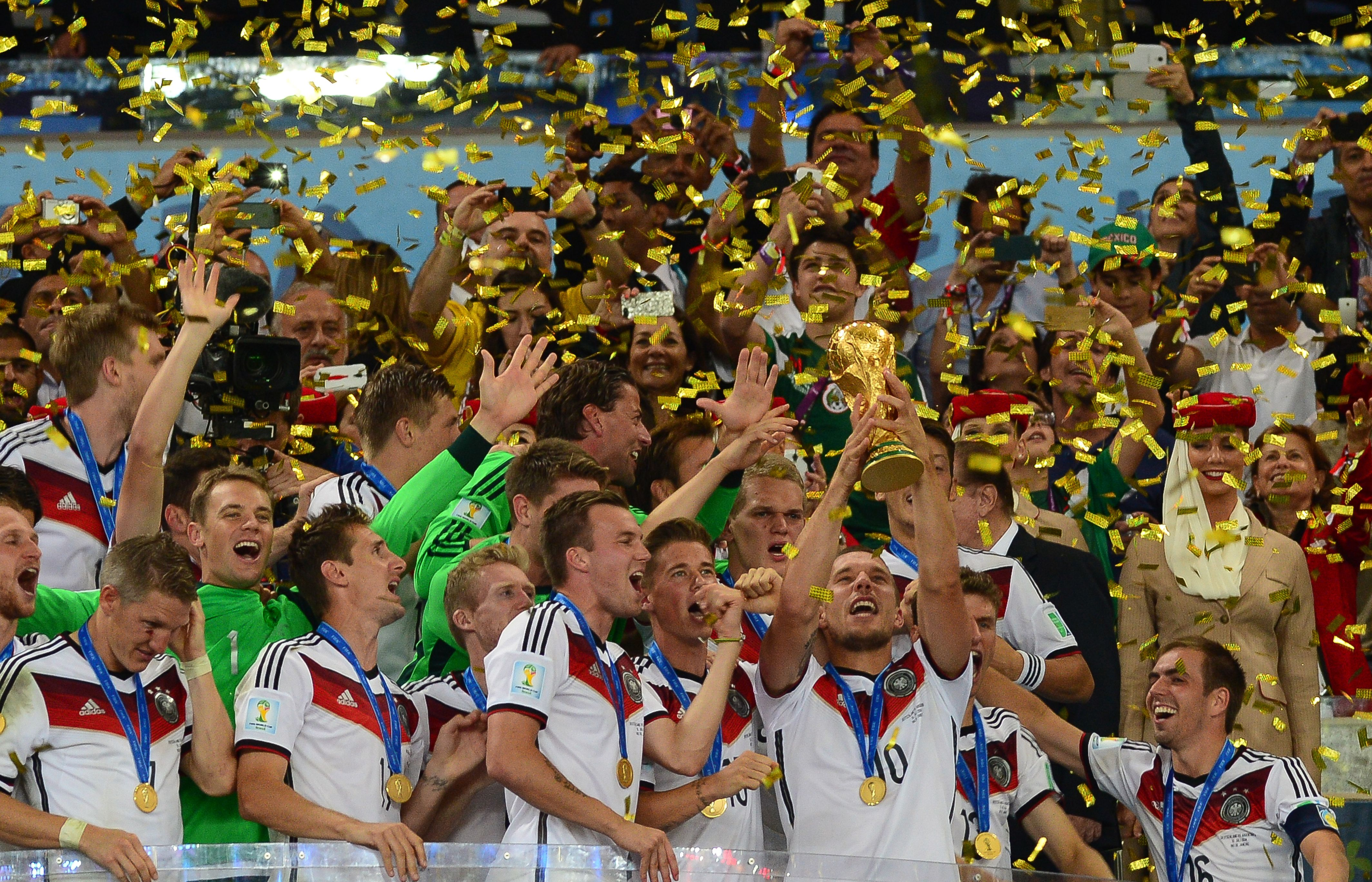
優勝トロフィーを掲げて喜ぶドイツ代表の選手たち（2014年7月13日、エスタジオ・ド・マラカナン）

2014年のワールドカップブラジル大会では、1次リーグ・グループGを2勝1分けで1位通過、決勝トーナメント初戦のアルジェリアには延長までもつれて苦戦したものの2-1で下し、準々決勝では1-0でフランスを退け、4大会連続の準決勝進出を決めた。開催国ブラジルと2002年の決勝以来の対戦となった準決勝では、ネイマール、チアゴ・エミリアーノ・ダ・シウバを欠くブラジルに対し前半だけで5点を奪い、7-1で圧勝（ブラジルが歴史的惨敗を喫したため、開催地にちなんで「ミネイロンの惨劇 (Mineiraço)」などと呼ばれた）した。この試合ではクローゼが2点目を決めてワールドカップの通算得点記録を16とし、単独トップに立った。決勝では3大会連続の対戦となるアルゼンチンに対し、延長戦までスコアレスでもつれたが、延長後半8分に途中出場したマリオ・ゲッツェがゴールを奪い、この1点を守り切って西ドイツ時代から通算して4度目、東西ドイツ統一後初めての優勝を決めると同時に南米で開催されたワールドカップで初めて優勝した欧州のチームとなった。また大会を通じて活躍したキーパーのマヌエル・ノイアーが最優秀ゴールキーパーに選出された。大会終了後に発表されたFIFAランキングでは、20年ぶりに首位に返り咲いた。一方で、長年代表で主力として活躍したフィリップ・ラーム、クローゼ、ペア・メルテザッカーの3人が代表引退を表明した。
2016年の欧州選手権本大会ではグループリーグを首位で通過し、ラウンドオブ16ではスロバキアに勝利、準々決勝では前大会の準決勝で敗れていた苦手のイタリアに延長PK戦の末に勝利した。しかし、準決勝で開催国フランスに敗れた。大会終了後、2018年のロシアW杯までレーブ監督の続投が決まり、バスティアン・シュヴァインシュタイガーとポドルスキが代表引退を表明した。
前回ワールドカップ優勝国として、自国開催以来3大会ぶりに出場したFIFAコンフェデレーションズカップ2017では、グループB首位から、準決勝でメキシコ、決勝でチリを破り同大会初優勝を果たす。

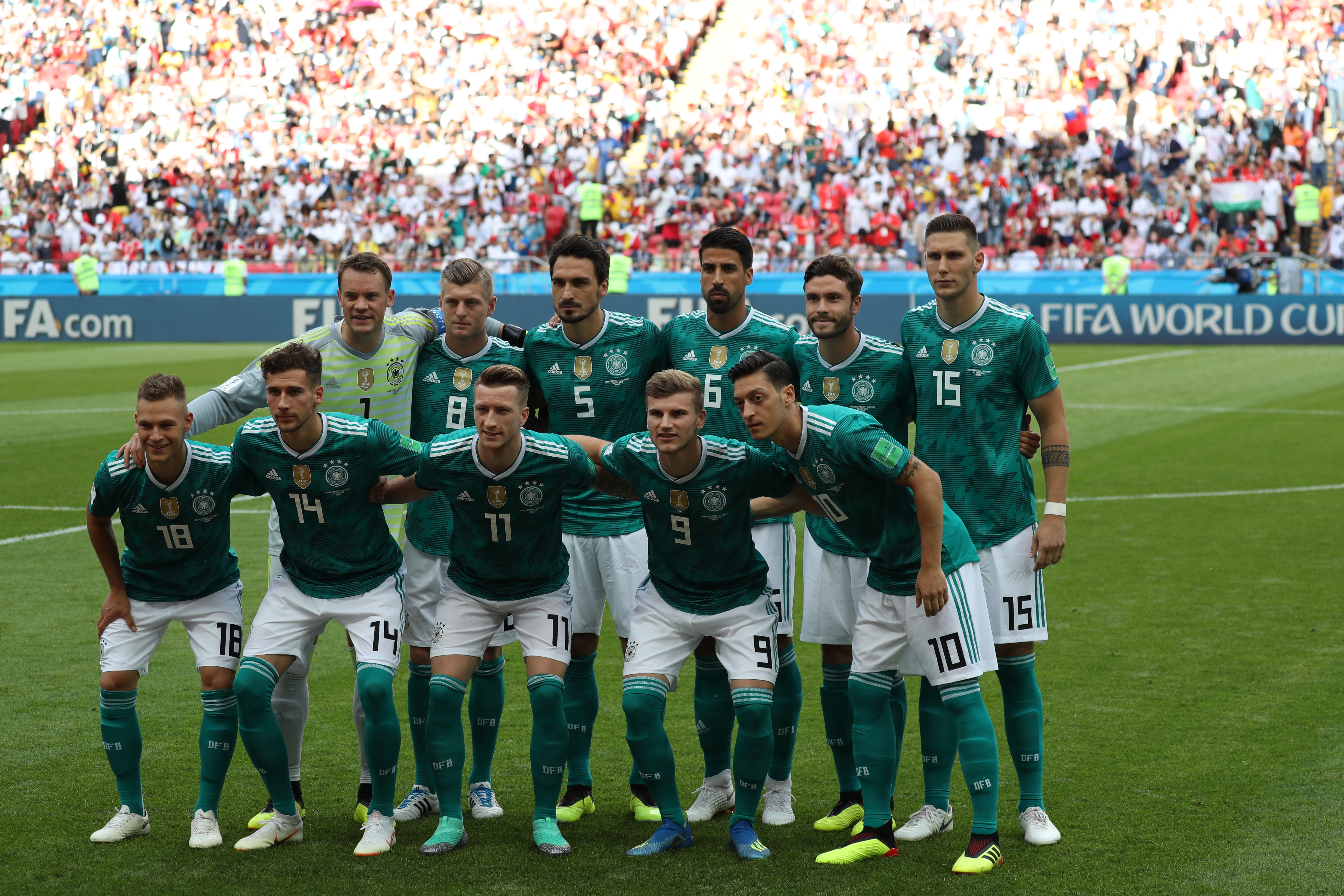
ロシアワールドカップでのドイツ代表（2018年6月27日）

2018年のワールドカップロシア大会では、グループF初戦でメキシコにイルビング・ロサノのゴールで0-1で敗れた。2戦目のスウェーデンでは先制を許したものの追いつき、試合終了間際にトニ・クロースのゴールで2-1と辛勝した。3戦目の韓国戦では、再三の決定機をGK趙賢祐の好セーブの前に決めきれず、逆に後半アディショナルタイムに金英權に先制ゴールを許し、その後パワープレイに出たところをGKマヌエル・ノイアーが相手陣内でボールを奪われ、ロングパスから孫興ミンに2点目を決められて敗れた。結局1勝2敗勝点3、得失点差と直接対決の結果がともに勝点で並ぶ韓国を下回り、グループFの最下位で大会を終えた。グループリーグ方式が導入されて以降初のグループリーグ敗退となり、併せてノックアウトステージへの連続出場、連続ベスト8、連続ベスト4などの記録もすべて途切れることとなった。ワールドカップ本大会で1勝しか挙げられなかったのは、西ドイツ代表として出場した1978年アルゼンチン大会以来40年ぶりで、総得点2点は、1938年フランス大会の3点（同点再試合を含む2試合）を下回る過去最低記録となった。また、2010年大会のイタリア、2014年大会のスペインに続いて、前回大会優勝国が3大会連続でグループリーグ敗退となった。さらに、1998年フランス大会から続く、ワールドカップ前年開催のコンフェデレーションズカップ優勝国はワールドカップ本大会で優勝出来ないというジンクスも継続することとなった。この大会では2014年W杯優勝時のメンバーはほとんど残ったが、長きに渡り代表を牽引してきたエジル、ミュラーらがピークを過ぎたことに加えて、次世代を担う若手選手が本大会で軒並み活躍出来なかった。

### 新生ドイツ代表
2018年ロシアW杯での歴史的惨敗を受け、UEFA EURO 2020予選ではベテラン勢を一掃し世代交代に着手した。ヨシュア・キミッヒ、レオン・ゴレツカ、セルジュ・ニャブリ、アントニオ・リュディガー、カイ・ハフェルツといった若手選手が台頭し、強豪オランダと同グループとなったものの、首位で予選を突破している。
新型コロナウイルス感染症の世界的流行の影響で1年延期となり2021年に開催されたUEFA EURO 2020では、グループリーグの第1戦でフランスに敗れるも第2戦でポルトガルに勝ち、第3戦でハンガリーと引き分けたことで勝ち点4の2位で通過したが、ラウンドオブ16でイングランドに敗れた。大会終了後にレーヴ監督は退任し、レーヴの後任には監督時代にアシスタントコーチを務め、FCバイエルン・ミュンヘンの監督として2020年に3冠達成したハンジ・フリックが代表監督に就任した。

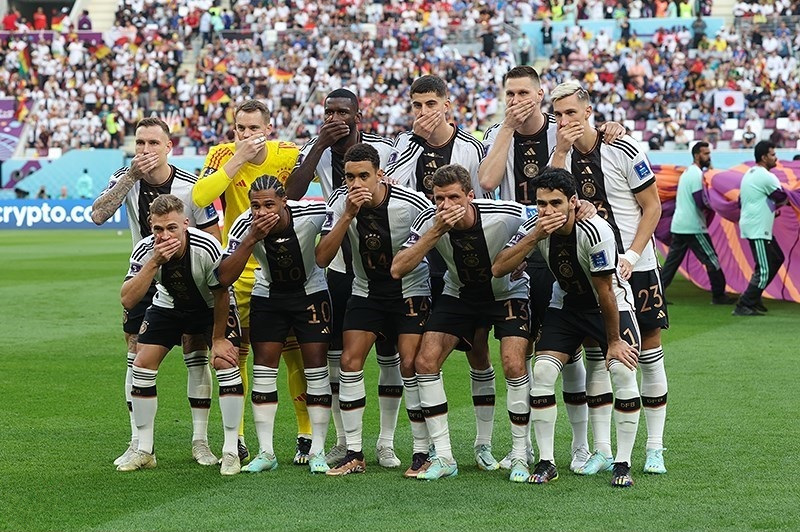
カタールワールドカップでのドイツ代表（2022年11月23日）

2022年ワールドカップ予選では首位で予選を突破したが、前回ロシア大会のグループリーグ敗退によってFIFAランキングを大きく落とした影響で抽選会ではポット2に回ることになった。
2022年ワールドカップ本大会でドイツ代表はグループEに入り、初戦で日本、2戦目でスペイン、最終節でコスタリカと対戦する組分けとなった。この大会でドイツは複数のヨーロッパのチームと合同で、あらゆる差別に反対する意思表示で「One Love」と書かれた虹色のキャプテンマークを身につける予定だったが、大会主催者のFIFAはこれを認めず着用すれば制裁を課すと発表したため断念。初戦の日本戦の試合開始前の写真撮影では、この発表に対しての抗議として選手らが口を覆って撮影した。
一方、試合では前半に得たPKをイルカイ・ギュンドアンが決めて先制するが、後半に堂安律と浅野拓磨のゴールで2点を奪われて1ｰ2で逆転負けを喫し、2大会連続の黒星スタートとなった。第2戦のスペイン戦ではアルバロ・モラタに先制点を奪われ、後半にニクラス・フュルクルクが同点ゴールを決めて追いつくも、逆転出来ず引き分けとなった。2試合を消化して未だ勝ち点1であったため、勝利が絶対条件となった最終節のコスタリカ戦ではセルジュ・ニャブリが先制ゴールを決め、グループステージ突破に1歩近づく。後半20分にコスタリカのDFフアン・パブロ・バルガスのゴールによって一時逆転されるも、カイ・ハフェルツらの活躍ですぐに同点に追いついて逆転し、4ｰ2で勝利した。しかし、同時に行われた日本とスペインの試合で日本がスペインに逆転勝利したことで日本が1位通過を決め、勝ち点で並んだスペインには得失点差で及ばず、2大会連続のグループステージ敗退となった。

### ドイツ代表の衰退
大会終了後にハンジ・フリック監督の続投が決定し、第2次フリック体制の初戦となった親善試合でペルーに勝利を収めて第2次フリック体制白星スタートを切った。しかし、その後のベルギー、ポーランド、コロンビア、日本との親善試合で敗北するなど不振が続いたことで、この試合を最後にフリック監督は代表監督を解任された。9月12日に行われたフランスとの親善試合は、代表チームのディレクターであるルディ・フェラーが暫定監督を務め、2-1で勝利を収めた。
2023年9月22日、成績不振により解任されたハンジ・フリックの後任に、ユリアン・ナーゲルスマンが監督に就任した。

### ドイツ代表復権へ
2023年の終盤4試合では1勝しかあげられなかったが、2024年に入りトニ・クロースの代表復帰もあり、3月のフランス戦、オランダ戦は共に勝利し自国開催でのUEFA EURO 2024に期待感が高まっていた。
自国開催となった本大会でドイツはグループAに入り、開幕戦でスコットランド、第2戦でハンガリー、最終戦でスイスと対戦する組み分けとなった。開幕戦のスコットランド戦はフロリアン・ヴィルツの先制ゴールを皮切りにジャマル・ムシアラ、カイ・ハフェルツ、ニクラス・フュルクルク、エムレ・ジャンらのゴールでで5-1の大勝。第2戦のハンガリー戦はジャマル・ムシアラが2試合連続ゴールを決め、キャプテンのイルカイ・ギュンドアンも67分にゴールを決めて2-0と勝利し1番乗りで決勝トーナメント進出を決めた。負け以外でグループステージ1位通過が決まるスイス戦は前半16分にロベルト・アンドリッヒがネットを揺らすも直前にファウルがあったとしてノーゴールになる不運に遭い、逆に前半28分にダン・ンドイに先制を許す苦しい展開に。後半はドイツがゲームを支配する時間が長くなり、相手陣内に押し込む場面が増えるもチャンスを作ることはできずにこのまま敗れて2位通過となるかと思われた試合終了間際にニクラス・フュルクルクがヘディングでゴールを決め、1-1の引き分けで苦しみながらも1位通過を決めた。中5日で迎えた決勝トーナメント1回戦（ラウンド16）はグループC2位通過のデンマークと対戦した。開始からドイツが攻勢をかける展開の中、前半5分にニコ・シュロッターベックがネットを揺らすも直前のファウルで得点が取り消されるなど3度の得点取り消しに遭い、前半35分には天候不良による一時中断に遭うトラブルに見舞われるも、前半をスコアレスで折り返した後半にカイ・ハフェルツ、ジャマル・ムシアラのゴールで2-0で勝利し、2大会ぶりのベスト8進出を決めた。
準々決勝は2022 FIFAワールドカップ・グループE第2戦で1-1と引き分けたスペインと対戦した。前半を0-0で折り返すも51分にダニ・オルモに先制点を奪われ、その後も度重なる決定機を生かせずにこのまま逃げ切られてベスト8で敗退かと思われたが、89分にヴィルツの今大会2ゴール目となるゴールで同点に追いつき、90分での敗北を回避して試合は延長戦にもつれ込む。延長戦では相手に主導権を握られながらも守備陣が粘りを見せて相手に得点を与えなかったが、このままPK戦に突入するかと思われた119分にミケル・メリーノにヘディングで勝ち越しゴールを決められて残り少ない時間で追いつくことはできずに1-2で敗戦。快進撃を続け、自国開催で悲願のEURO制覇を懸けた挑戦はベスト8で幕を閉じることとなった。試合後、この大会限りでの現役引退を表明しているトニ・クロースは「夢は砕け散った。非常に苦しい」と涙ながらに語った。37歳の若さで初の国際大会の指揮をしたナーゲルスマン監督は「選手には大会を去る資格はないと伝えた」と選手たちを労った。大会終了後、2010年から主力を務め、2014 FIFAワールドカップで母国を4度目の優勝に導いたトーマス・ミュラーが代表引退を表明した。
オランダ、ハンガリー、ボスニア・ヘルツェゴビナと同居したUEFAネーションズリーグ2024-25では、4勝2分けの勝ち点14でグループ3の首位に立ち、難なく準々決勝へ駒を進めた。EURO2024では欧州王者スペインに敗れたものの、2024年は親善試合含めて、15試合10勝4分け1敗でドイツの復権を窺わせる1年となった。

## 成績

### FIFAワールドカップ
| 開催国 / 年 | 成績                              | 試        | 勝        | 分        | 負        | 得        | 失        |
| ----------- | --------------------------------- | --------- | --------- | --------- | --------- | --------- | --------- |
| 1930年      | 不参加                            | 不参加    | 不参加    | 不参加    | 不参加    | 不参加    | 不参加    |
| 1934年      | 3位                               | 4         | 3         | 0         | 1         | 11        | 8         |
| 1938年      | 1回戦敗退註1                      | 2         | 0         | 1         | 1         | 3         | 5         |
| 1950年      | 不参加註2                         | 不参加註2 | 不参加註2 | 不参加註2 | 不参加註2 | 不参加註2 | 不参加註2 |
| 1954年      | 優勝                              | 6         | 5         | 0         | 1         | 18        | 12        |
| 1958年      | 4位                               | 6         | 2         | 2         | 2         | 12        | 14        |
| 1962年      | ベスト8                           | 4         | 2         | 1         | 1         | 4         | 2         |
| 1966年      | 準優勝                            | 6         | 4         | 1         | 1         | 15        | 6         |
| 1970年      | 3位                               | 6         | 5         | 0         | 1         | 17        | 10        |
| 1974年      | 優勝                              | 7         | 6         | 0         | 1         | 13        | 4         |
| 1978年      | 2次リーグ敗退                     | 6         | 1         | 4         | 1         | 10        | 5         |
| 1982年      | 準優勝                            | 7         | 3         | 2         | 2         | 12        | 10        |
| 1986年      | 準優勝                            | 7         | 3         | 2         | 2         | 8         | 7         |
| 1990年      | 優勝                              | 7         | 5         | 2         | 0         | 15        | 5         |
| 1994年      | ベスト8                           | 5         | 3         | 1         | 1         | 9         | 7         |
| 1998年      | ベスト8                           | 5         | 3         | 1         | 1         | 8         | 6         |
| 2002年      | 準優勝                            | 7         | 5         | 1         | 1         | 14        | 3         |
| 2006年      | 3位                               | 7         | 5         | 1         | 1         | 14        | 6         |
| 2010年      | 3位                               | 7         | 5         | 0         | 2         | 16        | 5         |
| 2014年      | 優勝                              | 7         | 6         | 1         | 0         | 18        | 4         |
| 2018年      | グループリーグ敗退                | 3         | 1         | 0         | 2         | 2         | 4         |
| 2022年      | グループリーグ敗退                | 3         | 1         | 1         | 1         | 6         | 5         |
| 通算        | 最高成績 : 優勝 22大会中/20回出場 | 112       | 68        | 21        | 23        | 225       | 128       |

- 註1 この大会の出場権を得ていたオーストリアは直前にドイツに併合（ドイツ・オーストリア合邦）されたため棄権扱いとなり、旧ドイツと旧オーストリア両国の選手がドイツ代表として出場した。
- 註2 ドイツサッカー協会のFIFAへの復帰が認められていなかった。

### FIFAコンフェデレーションズカップ
| 開催年 | 結果                             | 試       | 勝       | 分       | 負       | 得       | 失       |
| ------ | -------------------------------- | -------- | -------- | -------- | -------- | -------- | -------- |
| 1992年 | 不参加                           | 不参加   | 不参加   | 不参加   | 不参加   | 不参加   | 不参加   |
| 1995年 | 予選敗退                         | 予選敗退 | 予選敗退 | 予選敗退 | 予選敗退 | 予選敗退 | 予選敗退 |
| 1997年 | 不参加                           | 不参加   | 不参加   | 不参加   | 不参加   | 不参加   | 不参加   |
| 1999年 | グループステージ敗退             | 3        | 1        | 0        | 2        | 2        | 6        |
| 2001年 | 予選敗退                         | 予選敗退 | 予選敗退 | 予選敗退 | 予選敗退 | 予選敗退 | 予選敗退 |
| 2003年 | 不参加                           | 不参加   | 不参加   | 不参加   | 不参加   | 不参加   | 不参加   |
| 2005年 | 3位                              | 5        | 3        | 1        | 1        | 15       | 11       |
| 2009年 | 予選敗退                         | 予選敗退 | 予選敗退 | 予選敗退 | 予選敗退 | 予選敗退 | 予選敗退 |
| 2013年 | 予選敗退                         | 予選敗退 | 予選敗退 | 予選敗退 | 予選敗退 | 予選敗退 | 予選敗退 |
| 2017年 | 優勝                             | 5        | 4        | 1        | 0        | 12       | 5        |
| 通算   | 最高成績 : 優勝 10大会中/3回出場 | 13       | 8        | 2        | 3        | 29       | 22       |

### UEFA欧州選手権
| 開催国 / 年 | 成績                              | 試       | 勝       | 分       | 負       | 得       | 失       |
| ----------- | --------------------------------- | -------- | -------- | -------- | -------- | -------- | -------- |
| 1960年      | 不参加                            | 不参加   | 不参加   | 不参加   | 不参加   | 不参加   | 不参加   |
| 1964年      | 不参加                            | 不参加   | 不参加   | 不参加   | 不参加   | 不参加   | 不参加   |
| 1968年      | 予選敗退                          | 予選敗退 | 予選敗退 | 予選敗退 | 予選敗退 | 予選敗退 | 予選敗退 |
| 1972年      | 優勝                              | 2        | 2        | 0        | 0        | 5        | 1        |
| 1976年      | 準優勝                            | 2        | 1        | 1        | 0        | 6        | 4        |
| 1980年      | 優勝                              | 4        | 3        | 1        | 0        | 6        | 3        |
| 1984年      | グループリーグ敗退                | 3        | 1        | 1        | 1        | 2        | 2        |
| 1988年      | ベスト4                           | 4        | 2        | 1        | 1        | 6        | 3        |
| 1992年      | 準優勝                            | 5        | 2        | 1        | 2        | 7        | 8        |
| 1996年      | 優勝                              | 6        | 4        | 2        | 0        | 10       | 3        |
| 2000年      | グループリーグ敗退                | 3        | 0        | 1        | 2        | 1        | 5        |
| 2004年      | グループリーグ敗退                | 3        | 0        | 2        | 1        | 2        | 3        |
| 2008年      | 準優勝                            | 6        | 4        | 0        | 2        | 10       | 7        |
| 2012年      | ベスト4                           | 5        | 4        | 0        | 1        | 10       | 6        |
| 2016年      | ベスト4                           | 6        | 3        | 2        | 1        | 7        | 3        |
| 2021年      | ベスト16                          | 4        | 1        | 1        | 2        | 6        | 7        |
| 2024年      | ベスト8                           | 5        | 3        | 1        | 1        | 11       | 4        |
| 通算        | 最高成績 : 優勝 17大会中/14回出場 | 58       | 30       | 14       | 14       | 89       | 59       |

### オリンピック
| 開催年 | 結果                                 | 試       | 勝       | 分       | 負       | 得       | 失       |
| ------ | ------------------------------------ | -------- | -------- | -------- | -------- | -------- | -------- |
| 1900年 | 不参加                               | 不参加   | 不参加   | 不参加   | 不参加   | 不参加   | 不参加   |
| 1904年 | 不参加                               | 不参加   | 不参加   | 不参加   | 不参加   | 不参加   | 不参加   |
| 1908年 | 不参加                               | 不参加   | 不参加   | 不参加   | 不参加   | 不参加   | 不参加   |
| 1912年 | 1回戦敗退                            | 3        | 1        | 0        | 2        | 18       | 8        |
| 1920年 | 出場停止                             | 出場停止 | 出場停止 | 出場停止 | 出場停止 | 出場停止 | 出場停止 |
| 1924年 | 出場停止                             | 出場停止 | 出場停止 | 出場停止 | 出場停止 | 出場停止 | 出場停止 |
| 1928年 | ベスト8                              | 2        | 1        | 0        | 1        | 5        | 4        |
| 1936年 | ベスト8                              | 2        | 1        | 0        | 1        | 9        | 2        |
| 1948年 | 出場停止                             | 出場停止 | 出場停止 | 出場停止 | 出場停止 | 出場停止 | 出場停止 |
| 1952年 | 4位                                  | 4        | 2        | 0        | 2        | 8        | 8        |
| 1956年 | 1回戦敗退                            | 1        | 0        | 0        | 1        | 1        | 2        |
| 1960年 | 予選敗退                             | 予選敗退 | 予選敗退 | 予選敗退 | 予選敗退 | 予選敗退 | 予選敗退 |
| 1964年 | 予選敗退                             | 予選敗退 | 予選敗退 | 予選敗退 | 予選敗退 | 予選敗退 | 予選敗退 |
| 1968年 | 予選敗退                             | 予選敗退 | 予選敗退 | 予選敗退 | 予選敗退 | 予選敗退 | 予選敗退 |
| 1972年 | 2回戦敗退                            | 6        | 3        | 1        | 2        | 17       | 8        |
| 1976年 | 予選敗退                             | 予選敗退 | 予選敗退 | 予選敗退 | 予選敗退 | 予選敗退 | 予選敗退 |
| 1980年 | 不参加                               | 不参加   | 不参加   | 不参加   | 不参加   | 不参加   | 不参加   |
| 1984年 | ベスト8                              | 4        | 2        | 0        | 2        | 10       | 6        |
| 1988年 | 銅メダル                             | 6        | 4        | 1        | 1        | 16       | 4        |
| 通算   | 最高成績 : 銅メダル 18大会中/8回出場 | 28       | 14       | 2        | 12       | 83       | 42       |

## 歴代記録

### 出場数ランキング
2024年7月10日現在
| 順位 | 名前                                 | 出場 | 得点 | 期間            |
| ---- | ------------------------------------ | ---- | ---- | --------------- |
| 1    | ローター・マテウス                   | 150  | 23   | 1980年 - 2000年 |
| 2    | ミロスラフ・クローゼ                 | 137  | 71   | 2001年 - 2014年 |
| 3    | トーマス・ミュラー                   | 131  | 45   | 2010年 - 2024年 |
| 4    | ルーカス・ポドルスキ                 | 130  | 49   | 2004年 - 2017年 |
| 5    | マヌエル・ノイアー                   | 124  | 0    | 2009年 - 2024年 |
| 6    | バスティアン・シュバインシュタイガー | 121  | 24   | 2004年 - 2016年 |
| 7    | トニ・クロース                       | 114  | 17   | 2010年 - 2024年 |
| 8    | フィリップ・ラーム                   | 113  | 5    | 2004年 - 2014年 |
| 9    | ユルゲン・クリンスマン               | 108  | 47   | 1987年 - 1998年 |
| 10   | ユルゲン・コーラー                   | 105  | 2    | 1986年 - 1999年 |

### 得点数ランキング
2024年7月10日現在
| 順位 | 名前                         | 得点 | 出場 | 期間            | 得点率 |
| ---- | ---------------------------- | ---- | ---- | --------------- | ------ |
| 1    | ミロスラフ・クローゼ         | 71   | 137  | 2001年 - 2014年 | 0.52   |
| 2    | ゲルト・ミュラー             | 68   | 62   | 1966年 - 1974年 | 1.10   |
| 3    | ルーカス・ポドルスキ         | 49   | 130  | 2004年 - 2016年 | 0.38   |
| 4    | ユルゲン・クリンスマン       | 47   | 108  | 1987年 - 1998年 | 0.44   |
| 4    | ルディ・フェラー             | 47   | 90   | 1982年 - 1994年 | 0.52   |
| 6    | カール＝ハインツ・ルンメニゲ | 45   | 95   | 1976年 - 1986年 | 0.47   |
| 6    | トーマス・ミュラー           | 45   | 131  | 2010年 - 2024年 | 0.35   |
| 8    | ウーヴェ・ゼーラー           | 43   | 72   | 1954年 - 1970年 | 0.60   |
| 9    | ミヒャエル・バラック         | 42   | 98   | 1999年 - 2011年 | 0.43   |
| 10   | オリバー・ビアホフ           | 37   | 70   | 1996年 - 2002年 | 0.53   |

## 歴代選手

### 現招集メンバー
2024年6月14日 - 7月14日まで開催されるUEFA EURO 2024へ向けて発表されたメンバー
| No. | Pos. | 選手名                               | 生年月日（年齢）       | 出場数 | ゴール | 在籍クラブ                     |
| --- | ---- | ------------------------------------ | ---------------------- | ------ | ------ | ------------------------------ |
| 1   | GK   | マヌエル・ノイアー                   | 1986年3月27日（38歳）  | 120    | 0      | バイエルン・ミュンヘン         |
| 12  | GK   | オリヴァー・バウマン                 | 1990年6月2日（34歳）   | 0      | 0      | TSGホッフェンハイム            |
| 22  | GK   | マルク＝アンドレ・テア・シュテーゲン | 1992年4月30日（32歳）  | 40     | 0      | バルセロナ                     |
| 2   | DF   | アントニオ・リュディガー             | 1993年3月3日（31歳）   | 70     | 3      | レアル・マドリード             |
| 3   | DF   | ダヴィド・ラウム                     | 1998年4月22日（26歳）  | 21     | 0      | RBライプツィヒ                 |
| 4   | DF   | ヨナタン・ター                       | 1996年2月11日（28歳）  | 26     | 0      | バイエル・レバークーゼン       |
| 6   | DF   | ヨシュア・キミッヒ                   | 1995年2月8日（29歳）   | 87     | 6      | バイエルン・ミュンヘン         |
| 15  | DF   | ニコ・シュロッターベック             | 1999年12月1日（24歳）  | 12     | 0      | ボルシア・ドルトムント         |
| 16  | DF   | ヴァルデマール・アントン             | 1996年7月20日（27歳）  | 2      | 0      | VfBシュトゥットガルト          |
| 18  | DF   | マクシミリアン・ミッテルシュテット   | 1997年3月18日（27歳）  | 5      | 1      | VfBシュトゥットガルト          |
| 20  | DF   | ベンヤミン・ヘンリヒス               | 1997年2月23日（27歳）  | 15     | 0      | RBライプツィヒ                 |
| 24  | DF   | ロビン・コッホ                       | 1996年7月17日（27歳）  | 9      | 0      | アイントラハト・フランクフルト |
| 5   | MF   | パスカル・グロス                     | 1991年6月15日（32歳）  | 8      | 1      | ブライトン&ホーヴ・アルビオン  |
| 8   | MF   | トニ・クロース                       | 1990年1月4日（34歳）   | 110    | 17     | レアル・マドリード             |
| 10  | MF   | ジャマル・ムシアラ                   | 2003年2月26日（21歳）  | 30     | 3      | バイエルン・ミュンヘン         |
| 11  | MF   | クリス・ヒューリッヒ                 | 1998年1月9日（26歳）   | 4      | 0      | VfBシュトゥットガルト          |
| 13  | MF   | トーマス・ミュラー                   | 1989年9月13日（34歳）  | 130    | 45     | バイエルン・ミュンヘン         |
| 17  | MF   | フロリアン・ヴィルツ                 | 2003年5月3日（21歳）   | 19     | 2      | バイエル・レバークーゼン       |
| 19  | MF   | レロイ・サネ                         | 1996年1月11日（28歳）  | 61     | 13     | バイエルン・ミュンヘン         |
| 21  | MF   | イルカイ・ギュンドアン               | 1990年10月24日（33歳） | 78     | 18     | バルセロナ                     |
| 23  | MF   | ロベルト・アンドリッヒ               | 1994年9月22日（29歳）  | 6      | 0      | バイエル・レバークーゼン       |
| 25  | MF   | エムレ・ジャン                       | 1994年1月12日（30歳）  | 44     | 2      | ボルシア・ドルトムント         |
| 7   | FW   | カイ・ハフェルツ                     | 1999年6月11日（25歳）  | 47     | 17     | アーセナル                     |
| 9   | FW   | ニクラス・フュルクルク               | 1993年2月9日（31歳）   | 17     | 12     | ボルシア・ドルトムント         |
| 14  | FW   | マクシミリアン・バイアー             | 2002年10月17日（21歳） | 1      | 0      | TSGホッフェンハイム            |
| 26  | FW   | デニズ・ウンダフ                     | 1996年7月19日（27歳）  | 2      | 0      | VfBシュトゥットガルト          |

## 歴代監督
2023年9月13日時点（試合数、勝敗数）
| 名前                         | 期間            | 試合数 | 勝  | 分  | 負  | 備考 |
| ---------------------------- | --------------- | ------ | --- | --- | --- | --- |
| ドイツサッカー協会技術委員会 | 1908年 - 1927年 | 63     | 18  | 13  | 32  | － |
| オットー・ネルツ             | 1928年 - 1936年 | 70     | 42  | 10  | 18  | 1934年FIFAワールドカップ第3位                                                                                            |
| ゼップ・ヘルベルガー         | 1936年 - 1964年 | 162    | 92  | 26  | 44  | 1954年FIFAワールドカップ優勝                                                                                             |
| ヘルムート・シェーン         | 1964年 - 1978年 | 139    | 87  | 30  | 22  | 1966年FIFAワールドカップ準優勝 1972年欧州選手権優勝 1974年FIFAワールドカップ優勝 1976年欧州選手権準優勝                  |
| ユップ・デアヴァル           | 1978年 - 1984年 | 67     | 45  | 11  | 11  | 1980年欧州選手権優勝 1982年ワールドカップ準優勝                                                                          |
| フランツ・ベッケンバウアー   | 1984年 - 1990年 | 66     | 36  | 17  | 13  | 1986年FIFAワールドカップ準優勝 1990年FIFAワールドカップ優勝                                                              |
| ベルティ・フォクツ           | 1990年 - 1998年 | 102    | 67  | 23  | 12  | 1992年欧州選手権準優勝 1996年欧州選手権優勝                                                                              |
| エーリッヒ・リベック         | 1998年 - 2000年 | 24     | 10  | 6   | 8   | － |
| ルディ・フェラー             | 2000年 - 2004年 | 53     | 29  | 11  | 13  | 2002年FIFAワールドカップ準優勝                                                                                           |
| ユルゲン・クリンスマン       | 2004年 - 2006年 | 34     | 20  | 8   | 6   | 2006年FIFAワールドカップ第3位                                                                                            |
| ヨアヒム・レーヴ             | 2006年 - 2021年 | 198    | 124 | 40  | 34  | 2008年欧州選手権準優勝 2010年FIFAワールドカップ第3位 2014年FIFAワールドカップ優勝 2017年コンフェデレーションズカップ優勝 |
| ハンジ・フリック             | 2021年 - 2023年 | 25     | 12  | 7   | 6   | |
| ルディ・フェラー             | 2023年          | 1      | 1   | 0   | 0   | 暫定監督 |
| ユリアン・ナーゲルスマン     | 2023年 -        |        |     |     |     | |
|                              | 合計            | 1004   | 579 | 208 | 217 | |